# Сатурнина

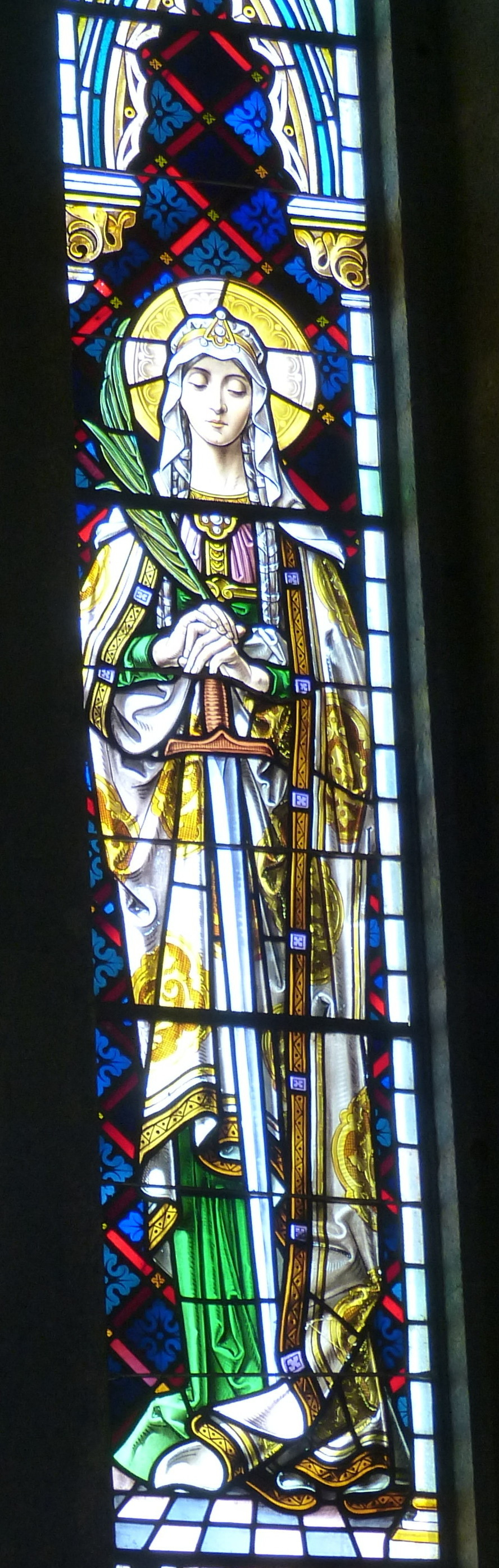
Лик Сатурнины в церкви Арукаса

Сатурнина — дева, мученица. День памяти — 4 июня.

## Житие
Святая Сатурнина (Saturnina), по преданию, родилась в Германии в благородной семье. В возрасте двенадцати лет она взяла на себя обет безбрачия. Однако когда ей исполнилось двадцать, родители стали понуждать её выйти замуж. Во избежание такой участи святая Сатурнина бежала во Францию. Мужчина, которому она была обещана, был саксонским лордом. Получив на то разрешение родителей святой, он стал преследовать её во Франции. Он нашёл её скрывающейся среди пастухов в Аррасе, у которых она работала служанкой. Преследователь попытался схватить святую Сатурнину, но она дала отпор, после чего была обезглавлена.
Лорд чудесным образом утонул в источнике, в то время как святая Сатурнина на глазах у горожан, отнесла свою голову в храм святого Ремигия, который находился в соседнем селении, называемом Сен-ле-Маркион (Sains-lès-Marquion). Там она была похоронена. Согласно другому преданию, она положила свою голову на камень в Сен-ле-Маркион, объявив себя последней человеческой жертвой, которая была принесена в тех краях.

## Почитание
В Сен-ле-Маркион горожане около означенного камня посадили дерево, изображающее тот пастуший посох, который у святой Сатурнины был с собой. Там по сей день вспоминают святую Сатурнину и её посох.
Часть мощей святой была перенесена в Нёйенхеерзе (Neuenheerse), Бад-Дрибург, Саксония. Там они почивают среди прочих святынь, собранных тамошними монахинями. Там же в период с 1100 по 1130 в честь святой был воздвигнут храм, сильно пострадавший при пожаре в 1965 году.
Согласно Адриану Байе (Adrien Baillet), авторы, составлявшие жития святой Романы (Romana) и святой Бенедикты (Benedicta), скопировали их с жития святой Сатурнины.